# Лизимах от Акарнания
Вижте пояснителната страница за други личности с името Лизимах.
Лизимах (на старогръцки: Λυσίμαχος, Lysimachos, на латински: Lysimachus, 4 век пр.н.е.) е гръцки педагог, учител и възпитател на Александър Велики.
Той произлиза от Акарнания запознава младия Александър с гръцкото обучение, особено с епосите на Омир. Според Плутарх той нарича момчето един млад Ахил. Себе си Лизимах определя като Феникс и бащата на Александър Филип II като Пелей.
Лизимах e много ценен от Александър и го придружава в похода му в Персия. По време на дългата обсада на Тирос (332 пр.н.е.) Лизимах участва с Александър и малко от близките му в акция против арабите, живеещи на Антиливан. Александър се грижел за стария си изморен учител.
След това няма сведения за Лизимах.